# 马里奥·佩尔尼奥拉
馬里奧·佩爾尼奧拉（義大利語：Mario Perniola，1941年5月20日—2018年1月9日），出生在意大利阿斯蒂，哲学家、散文家、作家、当代艺术理论家。在罗马Tor vergata大学担任美学教授，并于同一所大学管理“语言与思考”研究中心。并创立了致力于研究美学与文化的阿加玛（Ágalma）杂志。